# 황무지 5월의 고해
《황무지 5월의 고해》는 2020년에 개봉한 대한민국의 영화이다.

## 캐스팅
- 조선묵 : 김의기 역
- 서갑숙 : 지미 역
- 김영석 : 꼬마 역
- 김윤태
- 양재만 : 베드로 역
- 이경아 : 쥬리 역
- 문창근 : 문코 역
- 한영숙 : 강 여인 역
- 이영자 : 영옥 역
- 방은희 : 수진 역
- 이현란 : 영애 역
- 선동혁 : 군청 직원 역
- 김정 : 필순 역
- 차기환 : 형사 역
- 김찬구 : 미친 남자 역
- 이은영 : 미친 여자 역
- 김진구 : 빚쟁이 역
- 심지미 : 창고 여인 역
- 이숙 : 클럽 여인 역
- 유문선 : 여학생 역
- David Tilley : 라이건 역
- Mack Anderson : 도널드 역
- Mack Loo : M.P 역
- 전무송 : 신부 역 (특별출연)

## 같이 보기
- 2020년 대한민국의 영화 목록